# Rhodochlora mathani
Rhodochlora mathani es una especie de polilla de la familia Geometridae. La especie fue descrita por primera vez por Louis Beethoven Prout habiendo sido descrita en 1932, con distribución en Ecuador. El holotipo de la especie fue descrita en los alrededores de Balsapamba.